# Miaoyu
Miaoyu (kinesiska: 庙宇) är en köping i sydvästra Kina. Den ligger i häradet Wushan i storstadsområdet Chongqing, omkring 330 kilometer nordost om det centrala stadsdistriktet Yuzhong. Antalet invånare är 34 913. Befolkningen består av 16 852 kvinnor och 18 061 män. Barn under 15 år utgör 24,0 %, vuxna 15-64 år 64 %, och äldre över 65 år 10,0 %.